# Tenthredo livida
Tenthredo livida is een vliesvleugelig insect uit de familie van de bladwespen (Tenthredinidae). De wetenschappelijke naam is gepubliceerd in 1758 door Linnaeus.

## Kenmerken
De volwassenen van Tenthredo livida zijn 12 tot 15 mm  lang. De thorax en het hoofd zijn zwart, met een groot wit mondgebied en witte uiteinden op antennes. Voorvleugels hebben een wit en bruin stigma. Deze soort is nogal variabel van kleur. De buik is meestal zwart bij vrouwen, oranje-roodachtig bij mannen.

## Levenswijze
Imagines kunnen van mei tot augustus worden aangetroffen en voeden zich met kleine insecten en met nectar en stuifmeel van bloemen, vooral van Apiaceae-soorten (Anthriscus sylvestris, Heracleum sphondylium).
De larven zijn polyfaag en zijn nachtelijke grazers. Ze voeden zich met bladeren van verschillende planten (voornamelijk Rosaceae, Betulaceae en Salicaceae-soorten, maar ook adelaarsvaren).

## Voorkomen
Deze soort komt in het grootste deel van Europa voor. Deze bladwespen leven voornamelijk in bospaden, heggen en sparrenbosranden.